# Slamming
Unter Slamming versteht man den unerwünschten Wechsel des Telefonanbieters infolge irreführender Werbung. Der gegen das „Gesetz gegen den unlauteren Wettbewerb“ (UWG) verstoßende Telefonverkauf wird oft mithilfe von zu Werbezwecken gesammelten Kundendaten vorgenommen.

## Telefon
Insbesondere im hart umkämpften Reseller-Markt bedienen sich Telekommunikationbetreiber dieses Vorgehens, um Kunden zu gewinnen. Nachdem in den 1980er-Jahren in vielen Ländern im Zuge der Privatisierung die Monopolstellungen der ehemals staatlichen Telefonanbieter weggefallen waren, entstanden diverse andere Firmen als deren Konkurrenz. Um für sich Kunden zu gewinnen, teilten sie (oder ihre Marketingagenten) dem ehemaligen Monopolisten mit, ein Kunde habe sich für einen Wechsel zur entsprechenden Firma entschieden, obwohl der Kunde keine solche Absicht geäußert hatte. Notwendige Unterschriften von Kunden für diesen Wechsel wurden erschlichen, in dem etwa bei Wettbewerben oder Promotionsangeboten noch Kleingedrucktes ergänzt wurde. 

## Mobilfunk
Ähnliche Praktiken sind teilweise auch von Anbietern von Mobilfunkdienstleistungen bekannt.

## Telefonwerbung ohne Einwilligung ist strafbar
Die Werbung mit einem Telefonanruf gegenüber einem Verbraucher ohne dessen vorherige ausdrückliche Einwilligung stellt als unzumutbare Belästigung eine Ordnungswidrigkeit dar und kann gem. § 20 UWG mit einem Bußgeld bis zu 300 000 Euro geahndet werden. Zuständige Verwaltungsbehörde ist die Bundesnetzagentur.